# Équipe cycliste Teltek H²0
L'équipe cycliste Teltek H²0 est une équipe cycliste sous licence luxembourgeoise qui aurait dû apparaître en 2009, sous la direction de
Max Radoni. Son siège devait être situé dans le Var, et le sponsor principal était la fondation humanitaire canadienne International H²0 society.
Elle avait notamment recruté quatre coureurs issus de l'équipe Scott-American Beef, ainsi que Patrice Halgand. Le double champion du monde Paolo Bettini avait été évoqué comme pouvant rejoindre l'encadrement. Une participation aux grands tours et l'inscription comme équipe continentale professionnelle étaient également annoncées.
Le projet ne voit finalement pas le jour, faute de garanties bancaires. Cet échec laisse plusieurs coureurs sans employeurs à une période où les équipes sont complétées,.

## Effectif initial
| Cycliste            | Date de naissance | Nationalité | Équipe 2008 |
| ------------------- | ----------------- | ----------- | ----------- |
| Paolo Bailetti      | 15.07.1980        | Italie      |             |
| Raivis Belohvoščiks | 21.01.1976        | Lettonie    |             |
| Rubens Bertogliati  | 09.05.1979        | Suisse      |             |
| Miculà Dematteis    | 14.11.1983        | Italie      |             |
| Jempy Drucker       | 03.09.1986        | Luxembourg  |             |
| Patrice Halgand     | 02.03.1974        | France      |             |
| Valentin Iglinskiy  | 12.05.1984        | Kazakhstan  |             |
| Jan Kuyckx          | 20.05.1979        | Belgique    |             |
| Pedro Merino        | 08.07.1987        | Espagne     |             |
| Jesús Merino        | 08.07.1987        | Espagne     |             |
| Luciano Pagliarini  | 18.06.1978        | Brésil      |             |
| Sergio Pardilla     | 16.01.1984        | Espagne     |             |
| Aurélien Passeron   | 19.01.1984        | France      |             |
| Luboš Pelánek       | 29.07.1981        | Tchéquie    |             |
| Ruslan Pidgornyy    | 25.07.1977        | Ukraine     |             |
| Mickaël Szkolnik    | 22.10.1982        | France      |             |
| Wim Van Huffel      | 28.05.1979        | Belgique    |             |